# Трейсер (персонаж)
Трейсер (англ. Tracer) — персонаж командных шутеров от первого лица Overwatch и Overwatch 2 компании Blizzard Entertainment и связанных с ними анимационных и литературных произведений. Трейсер впервые появилась в коротком трейлере Overwatch 2014 года. В апреле 2016 года, почти за месяц до выхода Overwatch, она была представлена как игровой персонаж в обновлении для кроссоверной многопользовательской онлайн-игры Heroes of the Storm.
Трейсер — весёлая и энергичная девушка из Великобритании. У неё меньше здоровья, чем у других персонажей Overwatch, но она быстрее двигается. Из за несчастного случая она десинхронизирована с реальным временем и не может сохранять физическую форму. Позже Уинстон (разумная горилла-учёный из организации «Overwatch») изобрёл хрональный ускоритель — устройство, позволившее девушке удерживать себя в настоящем времени и контролировать его, замедляя, ускоряя или перематывая назад.
Трейсер — один из самых узнаваемых персонажей Overwatch. Она часто появляется в официальных промоматериалах игры (напр. в рекламах и на обложках) и в фан-арте. Трейсер привлекла внимание СМИ из-за полемики в интернете вокруг одной из её победных поз в игре, а также в связи с появлением порнографии с участием персонажа, созданной фанатами, которую Blizzard пыталась удалить. Персонаж появлялся в мультипликационных короткометражках и в серии цифровых комиксов по мотивам Overwatch. В комиксе «Reflections» она показана лесбиянкой, что было положительно воспринято СМИ и игроками.

## Разработка и проектирование

### Игровой процесс и визуальный стиль
Трейсер была одним из первых двенадцати персонажей Overwatch, представленных на BlizzCon в 2014 году. Её игровая модель отличается обтягивающими оранжевыми штанами, очками и обувью, похожей на кроссовки. Её дизайн основан на элементе из отменённого проекта Blizzard Titan. По словам директора Overwatch Джеффа Каплана, в игре Titan был класс персонажей под названием «Прыгун», который позже превратился в Трейсер, потому что Overwatch фокусируется на создании индивидуальных персонажей, а не общих классов. В большинстве концепт-артов и в версии для игроков класс «Прыгун» изображался как мужчина. Прыгун был оснащён способностями Скачок и Возврат, а также импульсной бомбой и двумя пистолетами-пулемётами. На дизайн оружия Трейсер повлиял пистолет G18, представленный в игре Call of Duty: Modern Warfare 2.
На дизайн самой Трейсер повлиял Джефф Гудман, ведущий дизайнер героев Overwatch. Трейсер была первым героем, созданным для игры, и использовалась для тестирования базового геймплея. Каплан рассказал о первом игровом тесте Overwatch: «Весь уровень был серым и состоящим из блоков, а единственным героем была Трейсер. У нас не было визуальных эффектов или точек крепления на её оружии, поэтому она просто стреляла лазерными лучами из глаз». Параллельно с работой над Трейсер велась разработка первой карты игры - «Храм Анубиса». Ассистент директора игры Overwatch Аарон Келлер рассказывал: «Однажды мы взяли их обоих, и с Трейсер, бегающей даже по незаконченной карте, было весело». В отличие от других персонажей, все три способности Трейсер сохранились на протяжении всей разработки игры; с самого начала она зародилась как «цельный» персонаж. Однако её запас здоровья был уменьшен на поздних стадиях закрытого бета-тестирования. Кирк Гамильтон из Kotaku высказался по поводу игрового стиля Трейсер: «Она быстрая и хлипкая, созданная скорее для того, чтобы преследовать команду противника сзади, чем для того, чтобы выживать в лобовой атаке».
При разработке персонажей учитывались размеры тела и стиль бега, чтобы каждого героя можно было легко идентифицировать. Трейсер имеет анимацию дикого бега и уникальный голубой след, который она оставляет за собой. Её анимация прыжков выглядит «гиперпреувеличенной и несколько дурацкой», что является результатом использования в Overwatch техник анимации с размазанными кадрами и анимации сжимания и растягивания модели персонажа. Старший аниматор Blizzard Дэвид Гибсон указал на кадры из её анимации прыжка: «Мы пытаемся просто продвинуть её немного дальше, чем обычно. Что-то простое, например, вытянуть туловище, заставить её зависнуть в воздухе чуть дольше, чем обычно. Действительно сжать модель персонажа, когда она приземляется».
В феврале 2016 года во время закрытого бета-тестирования Overwatch персонажам были добавлены победные позы и другие косметические изменения. В марте 2016 года в сообществе возникли споры по поводу победной позы Трейсер «через плечо» после того, как один из пользователей заявил, что она не соответствует характеру и «сводит Трейсер к очередному безвкусному секс-символу». Сообщение вызвало дискуссии на форумах, которые игровые издания отметили за их цивилизованность; несколько пользователей добавили свои собственные критические мнения о позе, в то время как другие не согласились с автором оригинального поста. Каплан опубликовал извинение, в котором сообщил о планах Blizzard заменить позу, поскольку они не хотят «заставить кого-то чувствовать себя неловко, недооценённым или неправильно представленным».
Это решение вызвало неоднозначную реакцию со стороны игрового сообщества. Некоторые утверждали, что Blizzard уступила свой творческий контроль над игрой, подвергая цензуре контент, чтобы успокоить обиженного пользователя, в то время как другие высоко оценили готовность Blizzard прислушаться к мнению сообщества и придерживаться стандартов изображения персонажей в соответствии с их характером. Команда разработчиков игры также не была «полностью довольна оригинальной позой», поэтому в команде возникли и внутренние творческие разногласия. Неделей позже была выпущена замена позы; один из комментаторов сказал, что она «отличается, но не намного», имея в виду выдающиеся ягодицы оригинальной позы. На создание новой позы разработчиков вдохновила чизкейк пин-ап иллюстрация Билли Де Ворсса. Каплан назвал замену позы классной, милой и игривой и сказал, что хотел бы, чтобы команда выбрала её изначально.
Позднее в Overwatch были введены сезонные события, которые включали в себя тематическую косметику, такую как скины и граффити, которыми игроки могут экипировать персонажа. Во время первого сезонного события игры, посвящённого летним Олимпийским играм 2016 года, Трейсер получила два облика. Кроме того, в первый год она получила тематические скины во время событий «Зимняя сказка», «Год Петуха 2017», «Восстание» и «Годовщина».
Как и другие персонажи Overwatch, Трейсер подверглась редизайну во время разработки Overwatch 2; она сохранила свои фирменные оранжевые штаны и очки, хотя и была визуально изменена.

### История и характер
Вне игры, в вымышленной биографии Трейсер, указано её настоящее имя — Лена Окстон, возраст — 26 лет, место пребывания — Лондон, Англия.
Трейсер — авантюрист и бывший агент международной оперативной группы «Overwatch». Трейсер известна своими навыками пилотирования; после службы в британских королевских ВВС она стала самой молодой участницей экспериментальной лётной программы «Overwatch». Она была выбрана для испытания «Вспышки» — прототипа телепортационного истребителя. Во время испытательного полёта телепортационная матрица «Вспышки» вышла из строя, Трейсер пропала вместе с истребителем и была объявлена мёртвой. Позже Трейсер появилась, но была десинхронизирована с потоком времени, что не позволяло ей сохранять физическую форму в настоящем, до тех пор пока учёный по имени Уинстон не создал хроноускоритель, который даёт Трейсер контроль над собственным временем. Эти события произошли в тот период, когда организация «Overwatch» всё чаще подвергалась критике со стороны общественности. В апрельском патче 2017 года «Галерея героев» в игре появились краткие биографии персонажей и справочная информация о скинах, которые игрок может на них надеть. Хотя по сюжету франшизы группа «Overwatch» была насильно распущена, в биографии Трейсер отмечается, что она продолжает «исправлять ошибки и бороться за правое дело везде, где представляется возможность».
Трейсер была одним из первых персонажей с подробно описанной историей. В интервью для PC Gamer креативный директор игры Крис Метцен сравнил её с персонажем типа Человека-паука: «Трейсер была одним из первых персонажей, с которой мы действительно познакомились. И хотя она не была изначально создана как главная героиня, […] мне приятно использовать её для воплощения сюжетных идей». Трейсер называют весёлым персонажем; Кевин Дансмор из Hardcore Gamer описал её как «весёлую британку, которая […] полна маленьких острот, когда мчится по полю боя». Каплан описал Трейсер как милую и игривую, отметив, что она всё делает с подмигиванием и улыбкой. В интервью для PCGamesN дизайнер игры Майкл Чу рассказал, что Трейсер воплощает тему героизма в игре, добавив: «У неё характер, который не свойственен большинству людей. Она невероятно оптимистичная; она невероятно кипучая — это часть её геройской личности». В соответствии с британским происхождением, Трейсер озвучивает британская актриса Кара Теоболд.
На BlizzCon 2015 Метцена спросили о присутствии героев-геев во вселенной Overwatch; он подтвердил наличие таких персонажей, но уточнил: «Мы хотим, чтобы это происходило органично, мы не хотим, чтобы это было точкой отсчёта или казалось надуманным». В декабре 2016 года Трейсер стала первым каноничным героем Overwatch, который был признан ЛГБТ персонажем. В «Reflections», выпуске цифрового комикса Overwatch, она идентифицирует себя как лесбиянка. В комиксе она изображена как состоящая в романтических отношениях с женщиной по имени Эмили, не являющейся членом команды «Overwatch». Blizzard отметила важность разнообразия биографий персонажей, что помогает углубить и обогатить широкую вымышленную вселенную игры. Blizzard заявила о развитии Трейсер: «Как и любой аспект биографии наших персонажей, их сексуальность — лишь одна из составляющих того, что делает наших героев такими, какие они есть. С самого начала работы над историей Трейсер нам казалось правильным сделать это одним из аспектов её характера».

## Появления

### Видеоигры
Трейсер дебютировала в качестве игрового персонажа в видеоигре Heroes of the Storm в апрельском обновлении 2016 года в качестве бонусного персонажа за предзаказ почти за месяц до выхода Overwatch. Крис Терстен из PC Gamer назвал её включение в игру маркетинговым ходом, но отметил, что Трейсер отличается от других персонажей MOBA тем, что она изначально создавалась для шутера от первого лица. Он высоко оценил её включение в игру как законное дополнение к составу, написав, что она «привносит в Heroes of the Storm кучу новых идей, которые возвышают её над традиционными бонусами за предзаказ».
В видеоигре Overwatch нет традиционной кампании, сюжетного режима; её история и предыстория персонажей, включая Трейсер, показаны через дизайн карт и голосовые реплики персонажей.
В апреле 2017 года Blizzard запустила «Восстание» — сезонное событие, включающее одноимённый режим кооперативной игры. Версия режима по умолчанию ограничивает игроков четырьмя персонажами: Трейсер, Торбьорн, Райнхардт и Ангел. Это было связано с тем, что режим представляет собой повествование, рассказывающее о «Восстании» в Кингс-Роу из прошлого спецотряда «Overwatch». В этом сюжетном задании, действие которого происходит за семь лет до событий основной игры, Трейсер — тогда она была известна как кадет Окстон — вместе с тремя другими персонажами выполняет своё первое задание в качестве члена «Overwatch». Ударной группе поручено предотвратить нападение на Лондон, планируемое экстремистской группировкой.

### Анимация и фильмы
В ноябре 2014 года Трейсер появилась вместе с Уинстоном в кинематографическом трейлере игры Overwatch. Эти два персонажа сражаются против Роковой вдовы и Жнеца — агентов террористической группировки под названием Коготь. Трейлер, который официально анонсировал Overwatch, дебютировал на BlizzCon 2014. Роковая вдова и Жнец проникают в музей и пытаются украсть перчатку Кулака Смерти; Трейсер и Уинстон препятствуют ограблению.
В марте 2016 года Трейсер появилась только в ролике «Recall», первом из серии анимационных короткометражек Overwatch. Трейсер отвечает на призыв Уинстона к бывшим агентам «Overwatch». События короткометражки «Recall» происходят до событий кинематографического трейлера 2014 года. В апреле того же года Трейсер появилась на экране в короткометражке «Жизнь и смерть», втором из серии анимационных короткометражек Overwatch. Действие короткометражки происходит в лондонском районе Кингс-Роу, который является сеттингом одной из карт игры. В короткометражном фильме Трейсер пытается помешать Роковой вдове убить Текхарта Мондатту. Трейсер не смогла защитить Мондатту и была выведена из строя Роковой вдовой, которая повредила её хроноускоритель.
В апреле 2017 года Трейсер появилась в видео, демонстрирующем последствия «Восстания» в Кингс-Роу, которое Blizzard описала как «поворотный момент в истории до падения „Overwatch“». Трейсер выступает в роли кадета Окстон. В июле Blizzard выпустила ещё одну анимационную историю происхождения, посвящённую персонажу Кулак Смерти; в ролике Трейсер, Гендзи и Уинстон сражаются с ним.
Трейсер появляется в качестве фонового персонажа и аватара в фильме Стивена Спилберга 2018 года «Первому игроку приготовиться», основанном на одноимённом романе Эрнеста Клайна.
В ноябре 2019 года Трейсер появилась в анимационном фильме «Точка отсчёта», который выполнял функцию анонса Overwatch 2.

### Комиксы
В серии цифровых комиксов Overwatch, связанной с самой игрой, Трейсер была представлена в выпуске «Reflections» за декабрь 2016 года. «Reflections» — это выпуск на праздничную тему, написанный Майклом Чу и оформленный Мики Монтло. Трейсер изображена в романтических отношениях с женщиной по имени Эмили, которая не входит в команду «Overwatch». Это подтвердило то, что Трейсер стала первым из нескольких персонажей, которые, как отметила Blizzard, имеют разнообразную сексуальную ориентацию. Чтобы избежать юридического конфликта с российским запретом на гей-пропаганду, Blizzard заблокировала доступ к этому комиксу на территории Российской Федерации. Трейсер изображена со снятым хрональным ускорителем; аккаунт игры в Твиттер подтвердил, что ускоритель работает, если его снять, пока Трейсер находится рядом с ним.
Трейсер появилась в цифровом комиксе «Восстание» в 2017 году. В выпуске, действие которого происходит за семь лет до событий игры, рассказывается о террористической атаке экстремистской группировки на Кингс-Роу в Лондоне. В комиксе «Overwatch» запрещено действовать в Англии, но командир ударной группы Джек Моррисон, в игре известный как Солдат-76, отправляет Трейсер — тогда ещё новичка в команде «Overwatch» — вместе с Райнхардтом, Торбьорном и Ангелом на помощь в урегулировании ситуации в Лондоне. Коронная фраза Трейсер «Cheers love, the cavalry’s here!» происходит от замечания, сделанного Торбьёрном при их первой встрече.
В сентябре 2020 года Blizzard начала публикацию серии комиксов «Tracer-London Calling», состоящей из пяти выпусков. Комикс послужил завязкой для внутриигрового сезонного события. Серия комиксов посвящена взаимодействию Трейсер с омниками лондонского метро, а также отношениям между людьми и этносами.

### Мерчандайзинг
Трейсер появлялась в товарах по мотивам Overwatch. В 2017 году японский производитель Good Smile Company в партнёрстве с Blizzard выпустил фигурки Overwatch в линейках Nendoroid и Figma, среди которых были фигурки Трейсер. В 2018 году компания Lego анонсировала набор Overwatch с фигуркой Трейсер в том числе.

## Игровой процесс

### Overwatch
В Overwatch Трейсер относится к категории атакующих персонажей. Она указана как персонаж двухзвёздочной (средней) сложности для игроков и вооружена парными импульсными пистолетами, которые быстро перезаряжаются и наносят урон на короткой дистанции. По данным игровых СМИ, она является самым быстрым персонажем в игре. Скорость Трейсер часто называют одним из её главных преимуществ и основным раздражителем для команды соперника. Хотя Трейсер имеет преимущество в скорости, у неё самый низкий запас здоровья. Способность «Скачок», имеющая три заряда, позволяет ей телепортироваться на небольшое расстояние в направлении движения. Используя эту способность, она может «мгновенно оказаться за спиной врага для внезапной атаки или быстро уклониться, чтобы уйти с линии огня». Способность «Возврат» позволяет Трейсер вернуться на место, где она находилась три секунды назад, получив тот же запас здоровья и боезапаса, что и в тот момент. Обе способности имеют время перезарядки. Ультимативная способность Трейсер — «Импульсная бомба» — липкая бомба, которая прицепляется к любой поверхности или герою, которого она коснётся, а затем взрывается, нанося урон по площади.

Джефф Каплан прокомментировал её «издевательский» стиль игры:
 В игре есть такие персонажи, как Трейсер и Гэндзи, которые действительно уникальны для Overwatch, и иногда абсолютно правильным решением для Трейсер будет действовать в одиночку, вдали от цели или вдали от команды, преследуя других игроков, которые бегут от точки возрождения. При этом она может даже не убивать этих игроков… Она отвлекает, устраивает засады. И это не очень-то сочетается с поставленной целью. Вы можете быть абсолютно лучшим игроком матча, выполняя некоторые из этих задач, но при этом нет способа точно оценить их эффективность.

### Heroes of the Storm
Destructoid отметил, что её нестандартный дизайн в Heroes of the Storm похож на её дизайн в Overwatch, написав, что «у неё те же базовые способности, и она даже усиливает свою геройскую способность, как и ультимейт, нанося урон». Геройская способность в Heroes of the Storm выбирается игроком и открывается по достижении героем 10-го уровня. В Heroes of the Storm игроки не имеют контроля над геройской способностью Трейсер, которая открывается сразу же. Её основное умение — телепортация, которая включает в себя «Скачок» и способность «Возврат», функционирующая аналогично способности в Overwatch. Крис Терстен из PC Gamer написал, что его впечатлил её дизайн в Heroes of the Storm, который бросает вызов обычным правилам игры и позволяет ей «буквально бегать кругами вокруг некоторых героев». Признавая, что она может быть «абсолютным ужасом для вражеской команды», Blizzard выпустила ослабленную версию персонажа 4 мая 2016 года, менее чем через месяц после её первого появления.

## Реакция
Трейсер была названа «девушкой с плаката» для видеоигры Overwatch. Журнал Hardcore Gamer назвал её «самым культовым персонажем Overwatch». Многие издания называют её талисманом игры или отмечают, что она по сути выполняет эту роль. До официального релиза игры VentureBeat писали: «Если вы обращали внимание на раннюю фанатскую культуру Overwatch, то, скорее всего, заметили, что Трейсер кажется особенно популярной». Натан Грейсон из Kotaku описал её как «бодрую и весёлую, но в то же время смелую и крутую», добавив: «Создавая свои собственные произведения с участием Трейсер, фанаты довели эти характеристики до 11. Некоторые изображают её детской, наивной и беззаботной. Она даже может быть в некотором роде дурочкой, посмешищем». Кирк Гамильтон из Kotaku сказал, что она «является самым знаковым героем Overwatch», назвав её своим любимым персонажем. В 2016 году сотрудники Glixel поставили Трейсер на 5-е место среди самых знаковых персонажей видеоигр XXI века. Polygon включил её в число 70 лучших персонажей видеоигр 2010-х годов, а Николь Карпентер написала: «Она не только женщина с обложки соревновательного шутера, но и лесбиянка — и это важно для многих фанатов, которые, возможно, иначе не увидели бы таких персонажей в видеоигровых блокбастерах». В 2021 году PC Gamer поставили Трейсер на 15 место среди «50 самых знаковых персонажей компьютерных игр», заявив, что «Трейсер была любима сообществом Overwatch с момента запуска игры, и её популярность ничуть не уменьшилась по мере расширения списка персонажей игры».
Kotaku отметили, что японские геймеры положительно восприняли Overwatch, найдя персонажей Трейсер и Мэй особенно милыми. Популярность Трейсер имела непредвиденные последствия: после выхода открытой беты игры количество поисковых запросов, связанных с Overwatch, на Pornhub увеличилось на 817 %, в результате чего «Overwatch Tracer» стал самым популярным поисковым запросом, связанным с игрой. Недовольная этим порно, созданным фанатами, компания Blizzard предприняла попытки удалить его. Тем не менее порно с Трейсер оставалось популярным и после выхода игры, поскольку в 2017 году она была третьим по популярности персонажем видеоигр на Pornhub после других персонажей Overwatch — D.Va и Ангела.
Каноническое изображение Трейсер как лесбиянки было в целом хорошо воспринято как СМИ, так и игроками. USgamer назвали это «впечатляющим шагом для Blizzard, учитывая, что Трейсер — их флагманский персонаж». Аллегра Фрэнк из Polygon назвала это откровение тем, «чего фанаты ждали долгое, долгое время». Питер Амато из Paste прокомментировал, что, за исключением волевого меньшинства, реакция большинства фанатов «варьировалась от равнодушной до радостной». Сесилия Д’Анастасио из Kotaku указала на заявление Blizzard об органичном раскрытии ЛГБТ-персонажа, прокомментировав это: «Мне кажется, что в комиксе так и было. Трейсер покупает своей партнёрше шарф. Он ей нравится. Они целуются. Комикс продолжается. Я думаю, что это было сделано довольно хорошо, хотя идея Blizzard объявить о персонаже-лесбиянке кажется… диковинной». Гита Джексон согласилась с Д’Анастасио, отметив, что она «определённо была обеспокоена тем, что появление подобного персонажа будет выглядеть как уловка, и была очень довольна тем, как они с этим справились. Здесь нет ощущения токенизации». Автор Kotaku Хизер Александра прокомментировала: «Я думаю, что наличие чего-то такого было необходимо… Наличие чего-то определённого даёт игрокам надлежащую точку соприкосновения». Энди Чалк из PC Gamer написал:
 …сам комикс — это довольно простая и душевная история о том, что действительно важно в самый суматошный сезон. Но реакция на личность Трейсер была совсем не такой. На форумах Overwatch и в других социальных сетях появились сообщения, осуждающие «ошибку» Blizzard, в то время как другие хвалят студию за то, что она прямо заявила — в сдержанной манере — что лицо одной из крупнейших игр года является гомосексуалкой.
О её игровой механике Inquisitr написал, что «быстрые и уклончивые способности Трейсер делают её раздражающим фактором». ESPN описали её как «классического харассера „туда-сюда“», имея в виду её скорость и способность телепортироваться по карте. Майк Минотти из VentureBeat сказал: «За Трейсер очень весело играть. Вся её механика телепортации/перемещения настолько уникальна и стремительна. Мне кажется, что Blizzard проделала большую работу по созданию разнообразного и относительно сбалансированного состава». В 2017 году издание Screen Rant поставило Трейсер на 8-е место среди 24 игровых персонажей Overwatch, написав, что «хорошая Трейсер, которую не контролируют, может посеять хаос на задних линиях, заставляя команды разворачиваться ещё до того, как они поймут, что происходит». Незадолго до пятилетней годовщины выхода игры газета The Washington Post написала, что, несмотря на то, что её импульсная бомба не несёт «того „бума“, который был в старые времена», игроки все равно постоянно выбирают Трейсер для соревновательных матчей. Издание цитирует Яки, профессионального игрока Overwatch League, который объяснил привлекательность Трейсер в игре её постоянством, поскольку она способна хорошо действовать на любой карте.